# Spartiomyia martinsi
Spartiomyia martinsi är en tvåvingeart som först beskrevs av Tavares 1901.  Spartiomyia martinsi ingår i släktet Spartiomyia och familjen gallmyggor.
Artens utbredningsområde är Portugal. Inga underarter finns listade i Catalogue of Life.